# Notiobiella brasiliensis
Notiobiella brasiliensis is een insect uit de familie van de bruine gaasvliegen (Hemerobiidae), die tot de orde netvleugeligen (Neuroptera) behoort. 
Notiobiella brasiliensis is voor het eerst wetenschappelijk beschreven door Monserrat & Penny in 1983.